# Коврижко, Илья Павлович
Илья Павлович Коврижко (1923—1945) — советский военнослужащий, пехотинец во время Великой Отечественной войны, Герой Советского Союза (15.01.1944). Младший лейтенант.

## Биография
Илья Коврижко родился 2 августа 1923 года в деревне Алабуга Каргатской волости Каргатского уезда (ныне — Каргатский район Новосибирской области). После окончания семилетней школы поселился в Новосибирске, где работал на местном военном заводе.
В начале 1943 года И. П. Коврижко был призван на службу в Рабоче-крестьянскую Красную Армию Заельцовским районным военкоматом Новосибирска. С августа того же года — на фронтах Великой Отечественной войны, был стрелком 218-го гвардейского стрелкового полка 77-й гвардейской стрелковой дивизии 61-й армии Центрального фронта. Отличился во время битвы за Днепр.
В ночь с 26 на 27 сентября 1943 года Коврижко в составе роты гвардии лейтенанта Мелика Магерамова переправился через Днепр в районе села Неданчичи Репкинского района Черниговской области Украинской ССР и принял активное участие в захвате плацдарма на его западном берегу. В течение всего дня 27 сентября рота отражала контратаки немецких танковых и пехотных подразделений. В живых из всех роты осталось меньше трети бойцов, но свою задачу она выполнила, удержав захваченные позиции до подхода основных сил.
Указом Президиума Верховного Совета СССР «О присвоении звания Героя Советского Союза генералам, офицерскому, сержантскому и рядовому составу Красной Армии» от 15 января 1944 года за «образцовое выполнение боевых заданий командования по форсированию реки Днепр и проявленные при этом мужество и героизм» гвардии красноармеец Илья Коврижко был удостоен высокого звания Героя Советского Союза с вручением ордена Ленина и медали «Золотая Звезда».
Тем же Указом звание Героя Советского Союза было присвоено Мелику Магерамову и ещё 14 бойцам роты.
Участвовал в освобождении Белорусской ССР и Чехословакии. Окончил курсы младших лейтенантов. В боях два раза был ранен. 3 мая 1945 года Коврижко погиб в бою за освобождение Чехословакии. Был похоронен в Чехословакии.
Был также награждён медалью «За отвагу» (28.09.1943).